# Истина (альбом)
И́стина — шестой студийный альбом группы «Монгол Шуудан». Выпущен в 1996 году.

## Общая информация
Контракт на запись альбома был подписан в 1995 году со студией «ГАЛА Рекордз». В отличие от предыдущих альбомов, в записи этого участвовал басист Григорий Козлов.
В альбом попала песня «Москва» на стихи Сергея Есенина, которая принесла группе большую популярность и вошла в число 100 лучших песен русского рока по версии «Нашего радио». В целом же поклонники не оценили в должной степени звук и аранжировки, отличающиеся от предыдущих альбомов группы. Записанный под руководством директора группы Алексея Привалова, наряду с альбомом «Абрикосы» альбом считается одним из двух худших альбомов группы.

## Список композиций
1. Лесник (Причуды)
2. Горькая
3. И красный, и белый, и чёрный (Граната)
4. Судьба
5. Полиметрия
6. Анкл Бенс
7. Москва
8. О Гагарине и Мне
9. Самара-городок
10. Дальняя дорога
11. По теме

## Участники записи
- Валерий Скородед — вокал, гитара, соло
- Александр Риконвальд — гитара, клавишные
- Григорий Козлов — бас-гитара
- Владимир Дягель — барабаны
- Алексей Привалов, Всеволод Устинов — бэк-вокал
- Артём Бауэр — клавишные
- Сергей Матвеев — художественный свист, бэк-вокал